# ماری‌آنجلا ملاتو

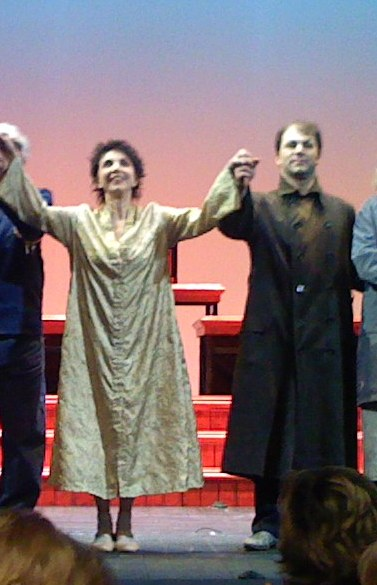

ماری‌آنجلا ملاتو (ایتالیایی: Mariangela Melato؛ ‏ ۱۹ سپتامبر ۱۹۴۱ – ۱۱ ژانویهٔ ۲۰۱۳) بازیگر سینما و تئاتر اهل ایتالیا بود.
وی بین سال‌های ۱۹۶۹ تا ۲۰۱۲ میلادی فعالیت می‌کرد.
ملاتو بر اثر بیماری سرطان لوزالمعده در سن ۷۱ سالگی درگذشت

## بخشی از فیلم‌شناسی
- یک مرد محترم (۱۹۹۹)
- خیلی خوب (۱۹۸۱)
- فلش گوردون (۱۹۸۰)
- گربه (۱۹۷۷)
- کلبه ساحلی (۱۹۷۷)
- تودو مودو (۱۹۷۶)
- نشان تو چیست؟ (۱۹۷۵)
- چشم گربه (۱۹۷۵)
- پلیس زن (۱۹۷۴)
- موسی قانون‌گذار (۱۹۷۴)
- نادا (۱۹۷۴)
- عشق و هرج‌ومرج (۱۹۷۳)
- اغوای میمی (۱۹۷۲)
- ژنرال ایستاده می‌خوابد (۱۹۷۲)
- میان معجزه‌ها (۱۹۷۱)
- اعتراض عمومی (۱۹۷۰)
- کشیش متأهل (۱۹۷۰)